# Jeziorany

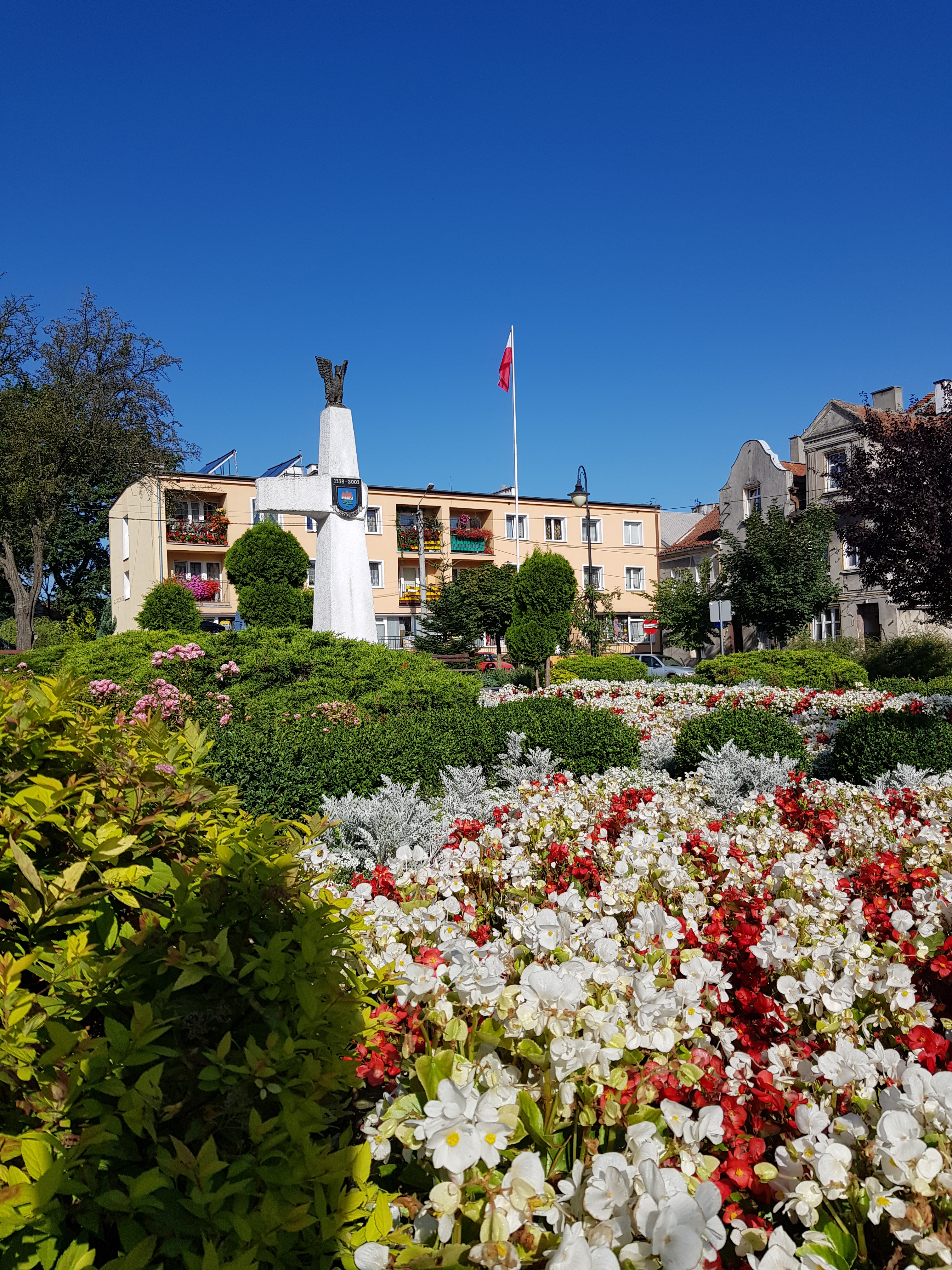
Plac Jedności Narodowej.

Jeziorany (dawniej Zybork, niem. Seeburg) – miasto w woj. warmińsko-mazurskim, w powiecie olsztyńskim, nad rzeką Symsarną, siedziba gminy miejsko-wiejskiej Jeziorany. W latach 1975–1998 miasto administracyjnie należało do woj. olsztyńskiego.
Jeziorany leżą na historycznej Warmii, na obszarze dawnego pruskiego terytorium plemiennego Barcji. Uzyskały lokację miejską w 1338 roku.
Według danych GUS z 1 stycznia 2024 r. Jeziorany liczyły 2943 mieszkańców.
W okolicy znajduje się kilka jezior. Największe z nich to Jezioro Luterskie – 691,1 ha, głębokość do 20,7 m (ośrodek wypoczynkowy w miejscowości Lutry), Blanki, Ławki i Pierścień. Ciekawy punkt widokowy na serpentynie drogowej w rejonie wsi Radostowo. W rejonie wioski Ustnik zlokalizowane są rozlewiska rzeki Symsarny z rezerwatem dzikiego ptactwa, o powierzchni 32 hektarów (miejsce lęgowe i wypoczynkowe dla około 50 gatunków ptaków, takich jak: perkoz zausznik, bekas dubelt, biegus mały, rycyk).

## Demografia

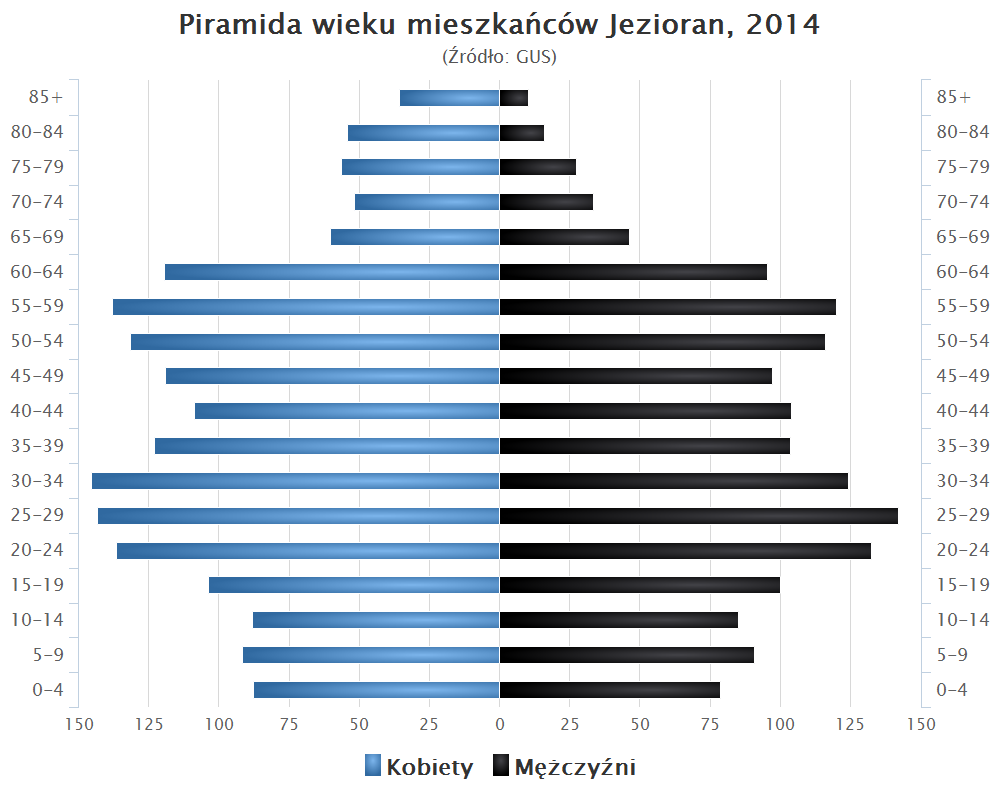
Piramida wieku mieszkańców Jezioran w 2014 roku

## Historia

### Początki miasta
W pobliżu Jezioran, koło wsi Krokowo, znajdowały się osady pruskie. Prawdopodobnie na wzgórzu, zwanym Świętą Górą (179 m n.p.m.), w czasach Prusów miały miejsce obrzędy religijne.
Założycielem Jezioran był biskup warmiński Herman z Pragi, który położył duże zasługi przy uregulowaniu granic biskupstwa i dominium warmińskiego oraz zasiedleniu południowej Warmii. W zastępstwie biskupa przywilej lokacyjny na prawie chełmińskim wystawił w 1338 roku kanonik braniewski Mikołaj i wójt biskupi Henryk von Luter. Zasadźcą został Henryk Wandepfaffe. Miastu przydzielono 110 włók ziemi, z tego 11 włók należało do sołtysa, 6 stanowiło uposażenie kościoła, jedną zarezerwowano jako pastwisko na potrzeby zamku, jedną przeznaczono na zabudowę miasta. Murowany zamek biskupów warmińskich wybudowano po 1350 r. Była to budowla siostrzana do zamku w Reszlu, dwuskrzydłowa z narożną wieżą typu bergfried, poprzedzona od wschodu małym przedzamczem. W 1414 miasto zostało spalone przez wojska polskie.

### W granicach Królestwa Polskiego
W 1440 miasto przystąpiło do antykrzyżackiego Związku Pruskiego, na prośbę którego w 1454 król Kazimierz IV Jagiellończyk ogłosił wcielenie regionu z miastem do Królestwa Polskiego, po czym wybuchła wojna trzynastoletnia. Jeszcze w tym samym roku wojska biskupie wierne Zakonowi Krzyżackiemu wyparły z Jezioran oddziały Związku Pruskiego. Rok później miał miejsce bunt mieszczan przeciwko biskupowi, miasto poddaje się Kazimierzowi Jagiellończykowi. W 1461 po długim oblężeniu miasto zostaje zdobyte przez wojska biskupie, w 1462 nieudana próba zdobycia miasta przez wojska krzyżackie. Ostatecznie na mocy pokoju toruńskiego w 1466 potwierdzono przynależność Warmii, w tym Jezioran, do Polski. W I poł. XVI w. nastąpił szybki rozwój gospodarczy, w 1587 ludność zostaje zdziesiątkowana przez epidemię dżumy. W 1656 miasto zostaje opanowane i zniszczone przez elektora Fryderyka Wilhelma. W latach 1703–1716 miasto jest okupowane przez Szwedów.

### W zaborze pruskim
Po I rozbiorze Polski w 1772 miasto znalazło się w zaborze pruskim. W 1783 uderzenie pioruna w główną wieżę zamku wywołuje pożar budowli, a następnie większej części zabudowy miejskiej. Odbudowano ją z użyciem cegły pozyskiwanej ze spalonego zamku,  zachowała się jedynie dolna część głównego skrzydła zachodniego ze sklepionymi piwnicami. Mury obronne miały trzy bramy: Mostową, Młyńska i reszelską, zostały wzniesione po 1360 r. Skala odbudowy była na tyle imponująca, że wspominał nawet o tym biskup Ignacy Krasicki. W 1807 miały miejsce długotrwałe walki o miasto pomiędzy wojskami napoleońskimi a rosyjskimi. Szyldy sklepowe na fotografiach sprzed II wojny światowej świadczą o polskim pochodzeniu części mieszkańców Jezioran, jednak w czasie plebiscytu nie odnotowano głosów za Polską.

### Ponownie w granicach Polski

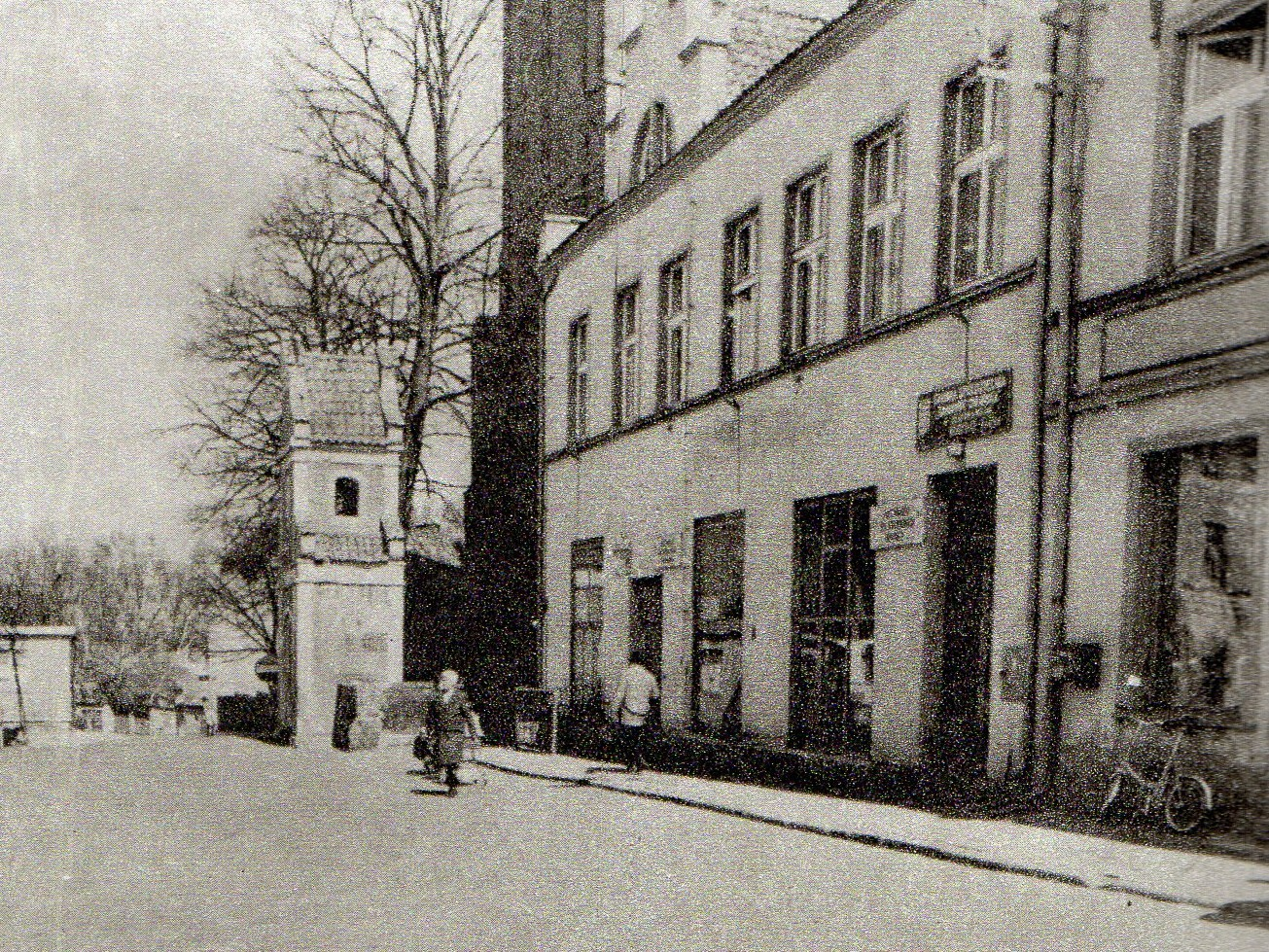
Jeziorany w 1985

1 lutego 1945 roku siły niemieckie zostały wyparte z miasta przez jednostki 50 armii II Frontu Białoruskiego. W wyniki powojennych zmian granic państwowych Jeziorany zostały ponownie włączone do Polski. Początkowo przynależały administracyjnie do okręgu mazurskiego, a w 1946 zostały włączone do nowo powstałego województwa olsztyńskiego. Więcej zniszczeń niż uszkodzenia wojenne przyniosły późniejsze zaniedbania, w wyniku których rozebrano znaczną część jego historycznej zabudowy. Jeziorany do 1954 roku były siedzibą gminy Radostowo. W czasach Polski Ludowej powstały zakłady mleczarskie, wyłuszczarnia nasion, elewator zbożowy i wylęgarnia drobiu. W latach 1975–1998 miasto administracyjnie należało do tzw. małego województwa olsztyńskiego. 19 lipca 1985 roku na placu Jedności Narodowej odsłonięto obelisk ku czci jednostek radzieckich, które w 1945 roku zajęły miasto.

## Zabytki

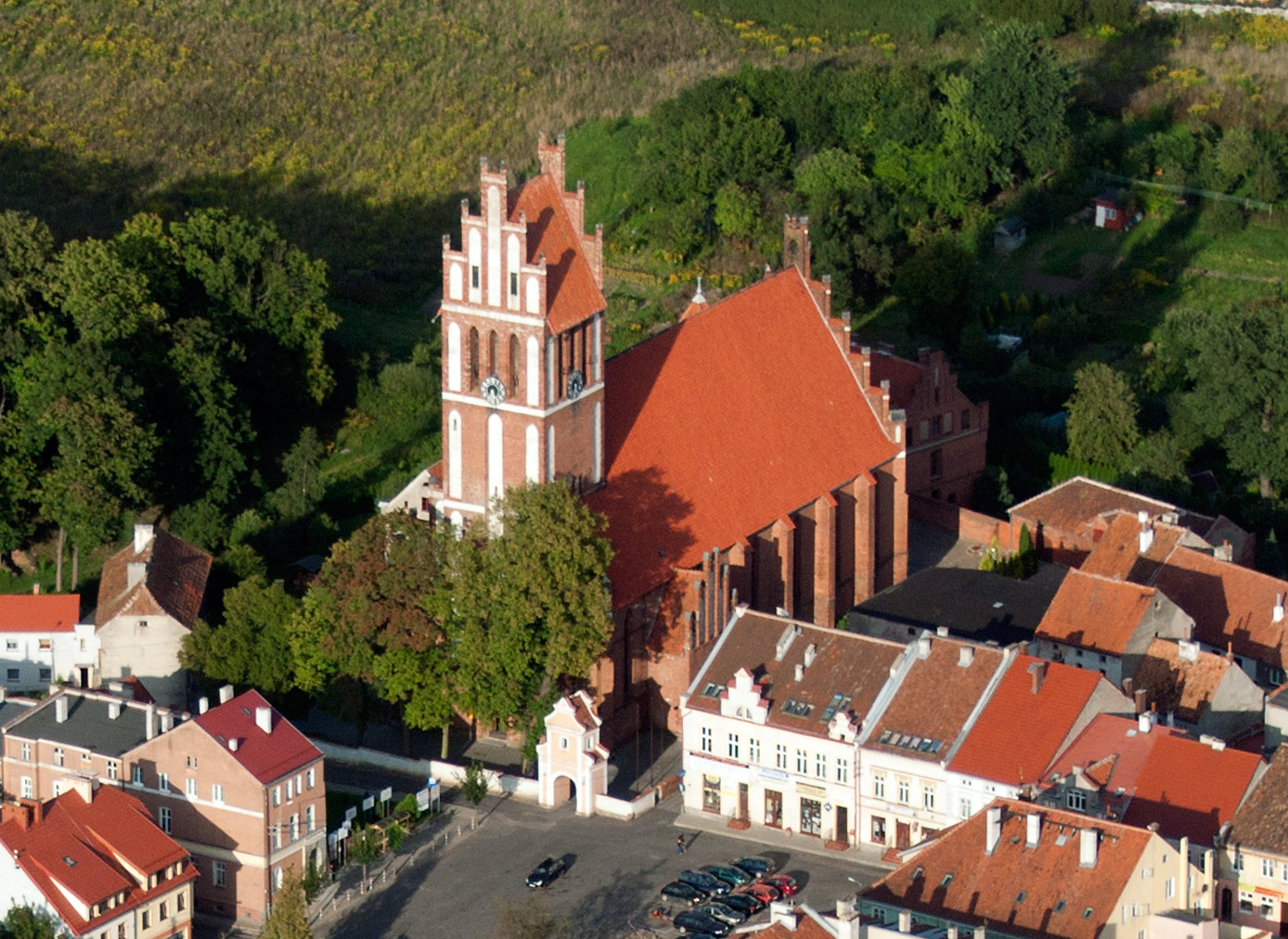
Fragment rynku i kościół farny pw. św. Bartłomieja z lotu ptaka

- gotycki kościół św. Bartłomieja z 1390 r. przy rynku (według tradycji miał, być ukończony w 1345 r.). Kościół powstał w typowej dla Warmii formie trójnawowej hali, a wieża zachodnia została wciągnięta w obręb korpusu nawowego[10]. Wzniesiony jako trójnawowa hala bez chóru o czterech przęsłach, na planie zapożyczonym z kościoła św. Jana w Ornecie. W 1912 r. kościół był poddany gruntownej renowacji, połączonej z rozbudową korpusu o dwa przęsła wschodnie, a wieża nadbudowana została o dwie kondygnacje[10]. Sklepienia pochodzą z wczesnego XVI w. i prezentują bogate warianty form gwiazdy, na wzór gdańskiego kościoła Mariackiego[10]. Na bramie umieszczono cenną kołatkę – jeden z rzadkich okazów sztuki odlewniczej. Wyposażenie kościoła w większości barokowe. Ołtarz główny z warsztatu Jana Chryzostoma Schmidta z Reszla pochodzi z 1734 roku
- resztki piwnic zamku biskupów warmińskich (obecnie budynek Urzędu Miejskiego przy Placu Zamkowym) oraz gotyckich murów miejskich (ok. 110 metrów).
- kaplica św. Krzyża przy skrzyżowaniu ulic Kopernika, Kajki i Mickiewicza, służąca obecnie jako dom pogrzebowy. Renesansowa, pokaźna, prostego kształtu, elewacje pocięte pilastrami, ośmioboczna wieżyczka z baniastym hełmem nad wieżyczką z 1623. Wewnątrz renesansowy ołtarz i dwa barokowe krucyfiksy[6].
- kościół poewangelicki, obecnie rzymskokatolicki filialny św. Jadwigi Królowej przy ulicy Mickiewicza (w połowie XIX w. nauczycielem w miejscowej szkole ewangelickiej był Herman Pełka).
- spichlerze
- gmach poczty
- willa „Zameczek”
- domy i kamieniczki
- warmińskie kapliczki przydrożne
- rynek i pozostałości rzadko występującego rynku przelotowego, z główną ulicą (obecnie ulica Kajki) przechodzącą przez środek placu. W miejscu obecnego skweru z pomnikiem znajdował się budynek ratusza.
- na terenie obecnej remizy straży pożarnej znajdował się cmentarz żydowski.

W średniowieczu miasto posiadało trzy bramy wjazdowe. Na stokach Wzgórza zamkowego znajdowały się ogrody w stylu włoskim.

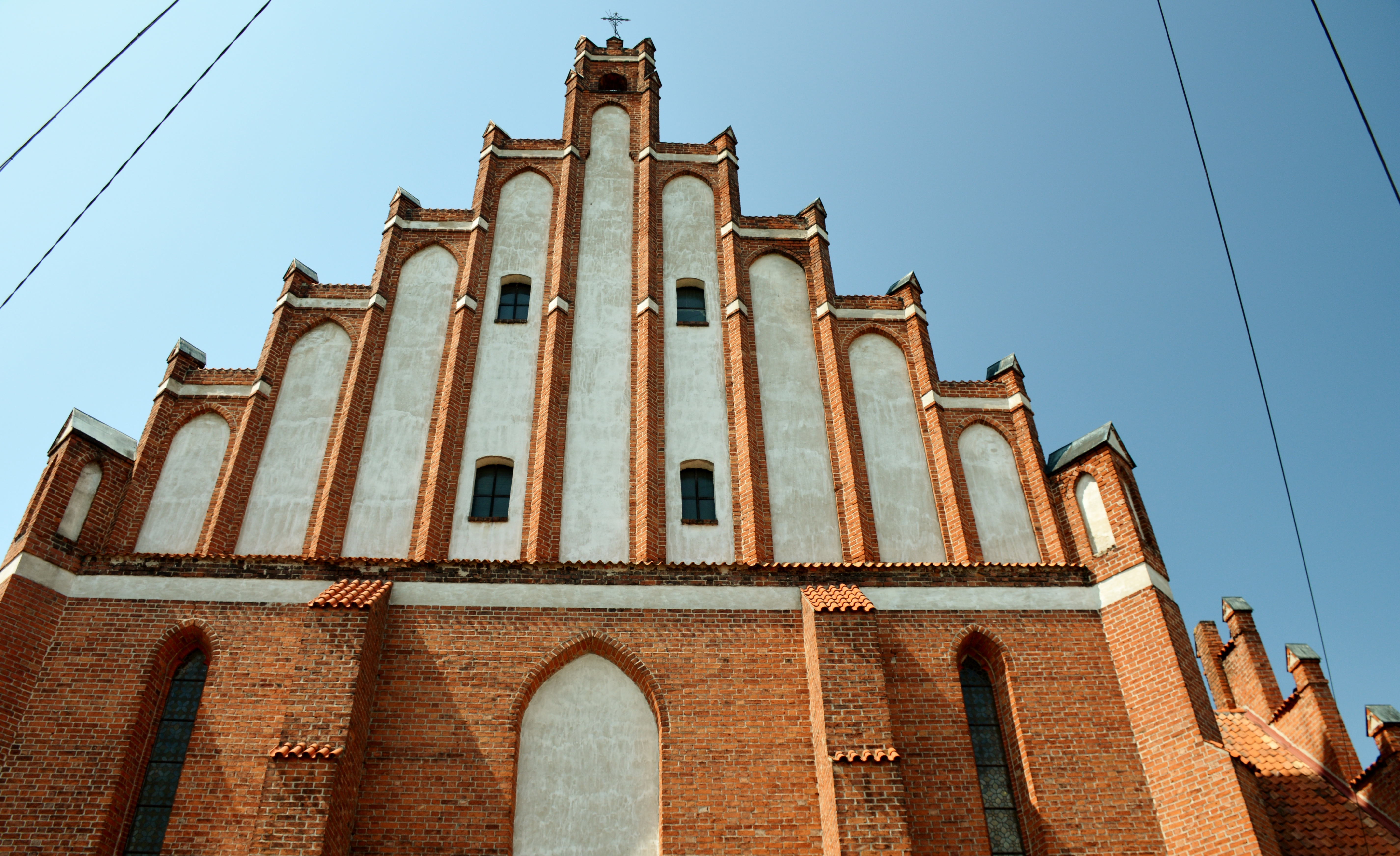
Kościół św. Bartłomieja
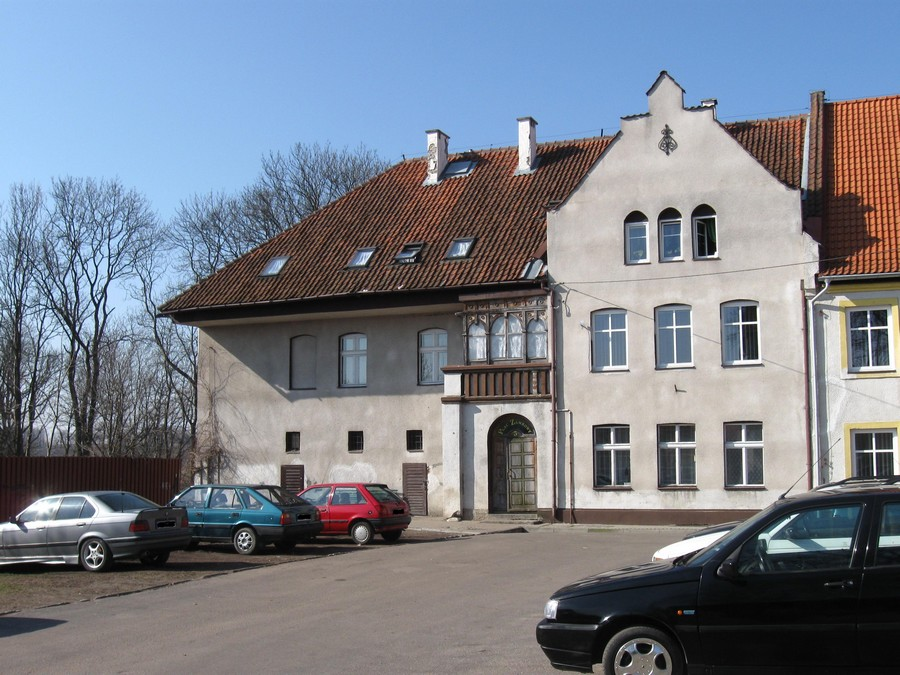
Urząd Miejski z pozostałościami zamku
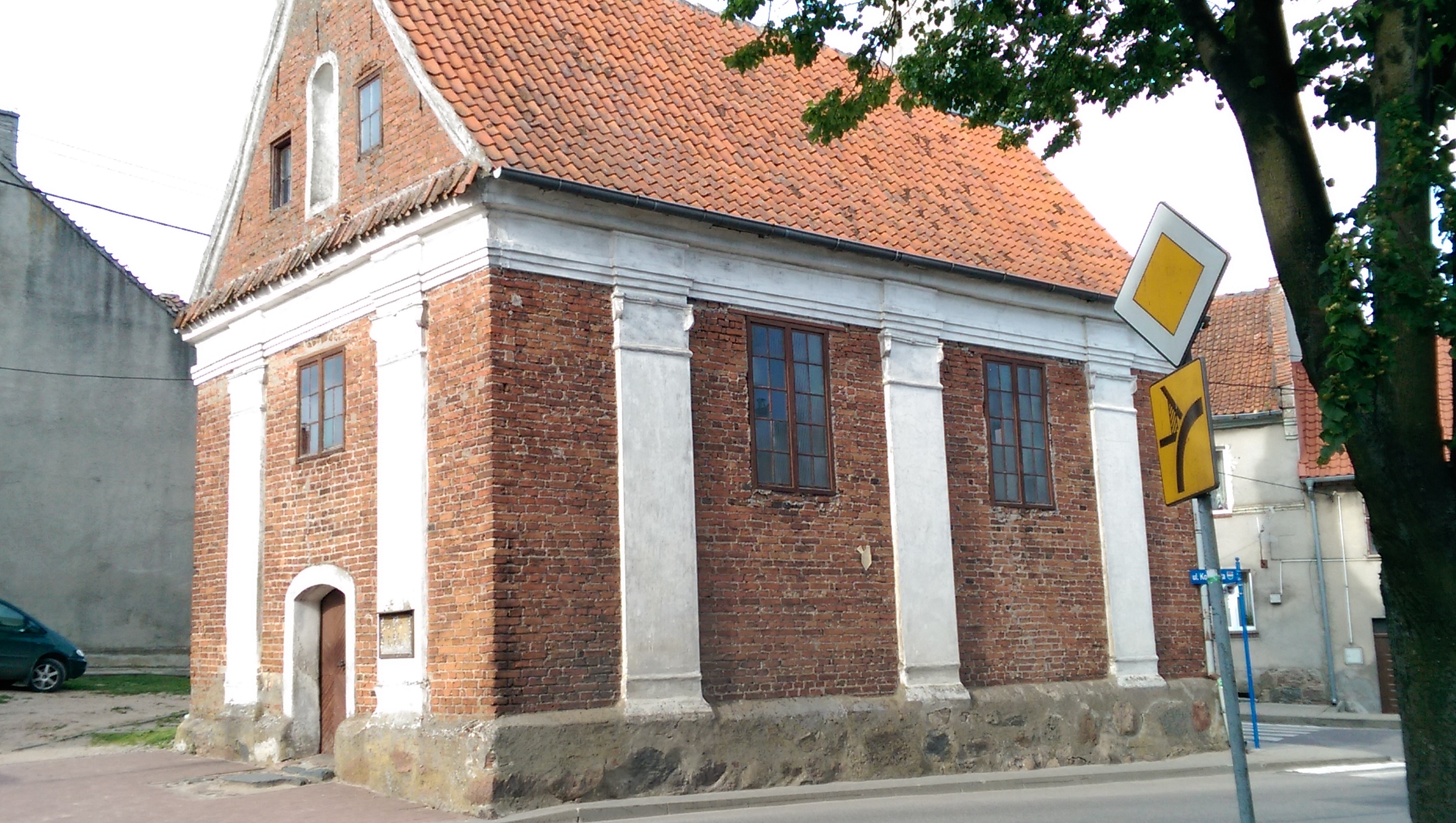
Kaplica św. Krzyża
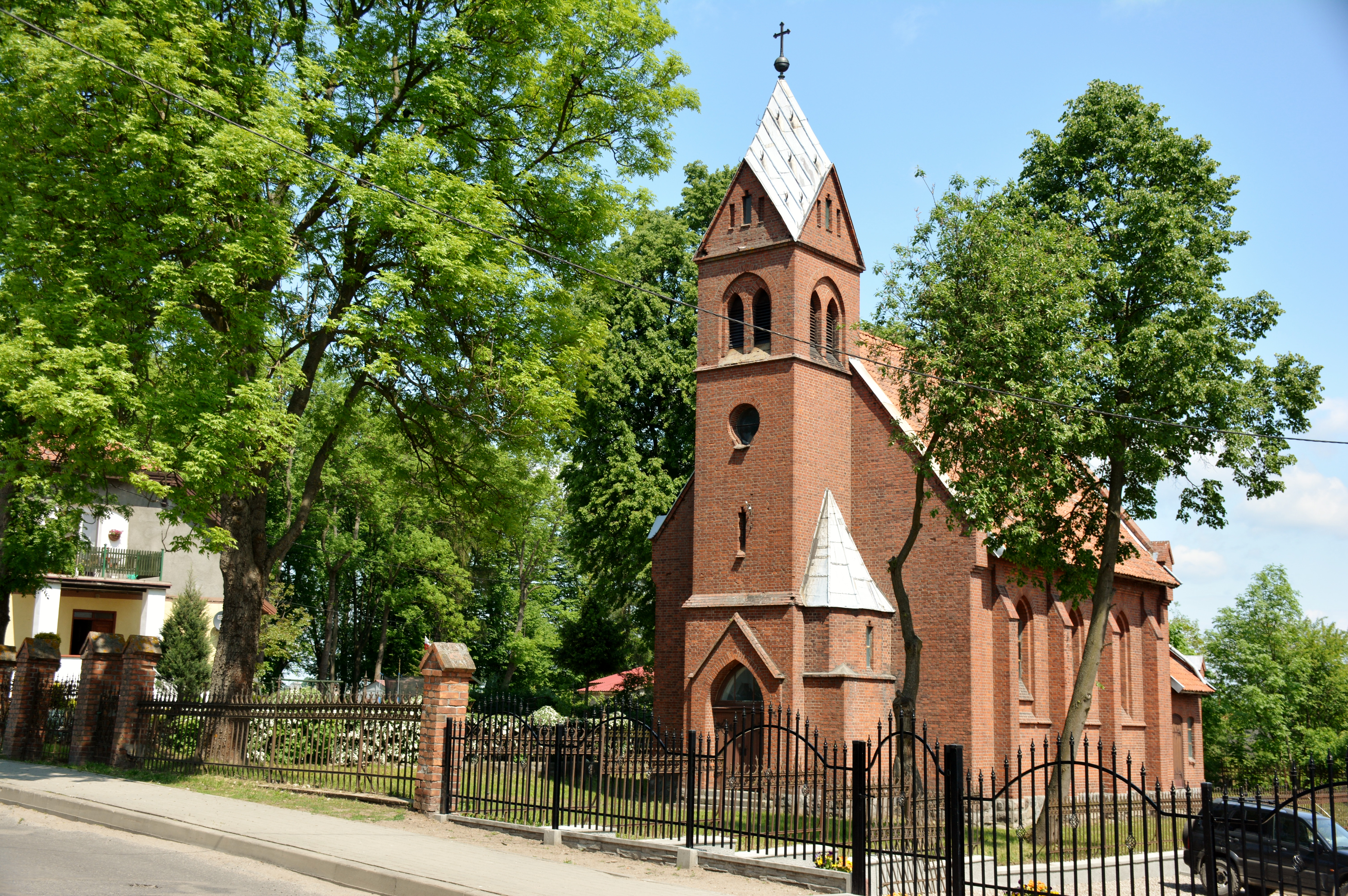
Kościół św. Jadwigi Królowej
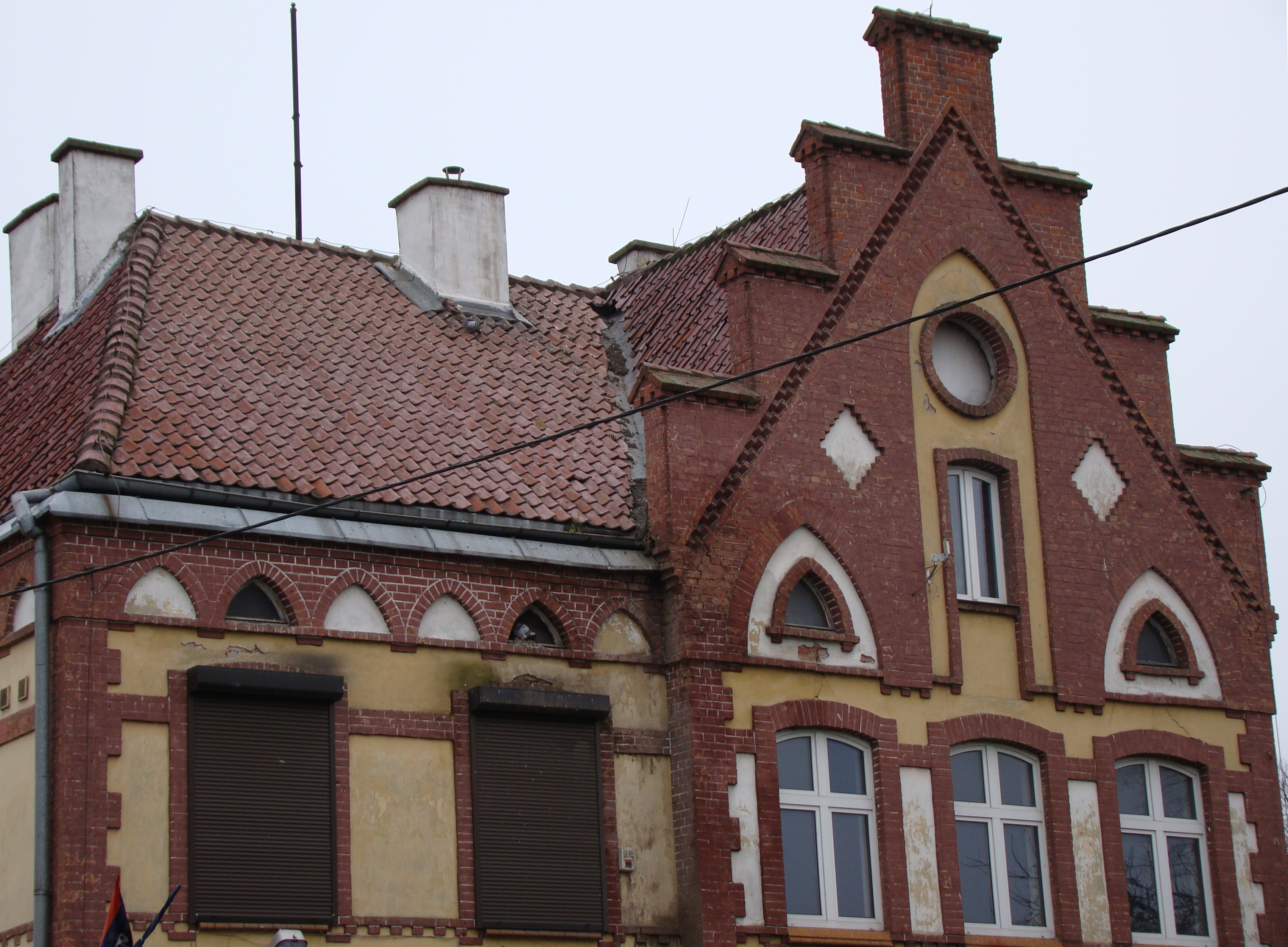
Gmach poczty
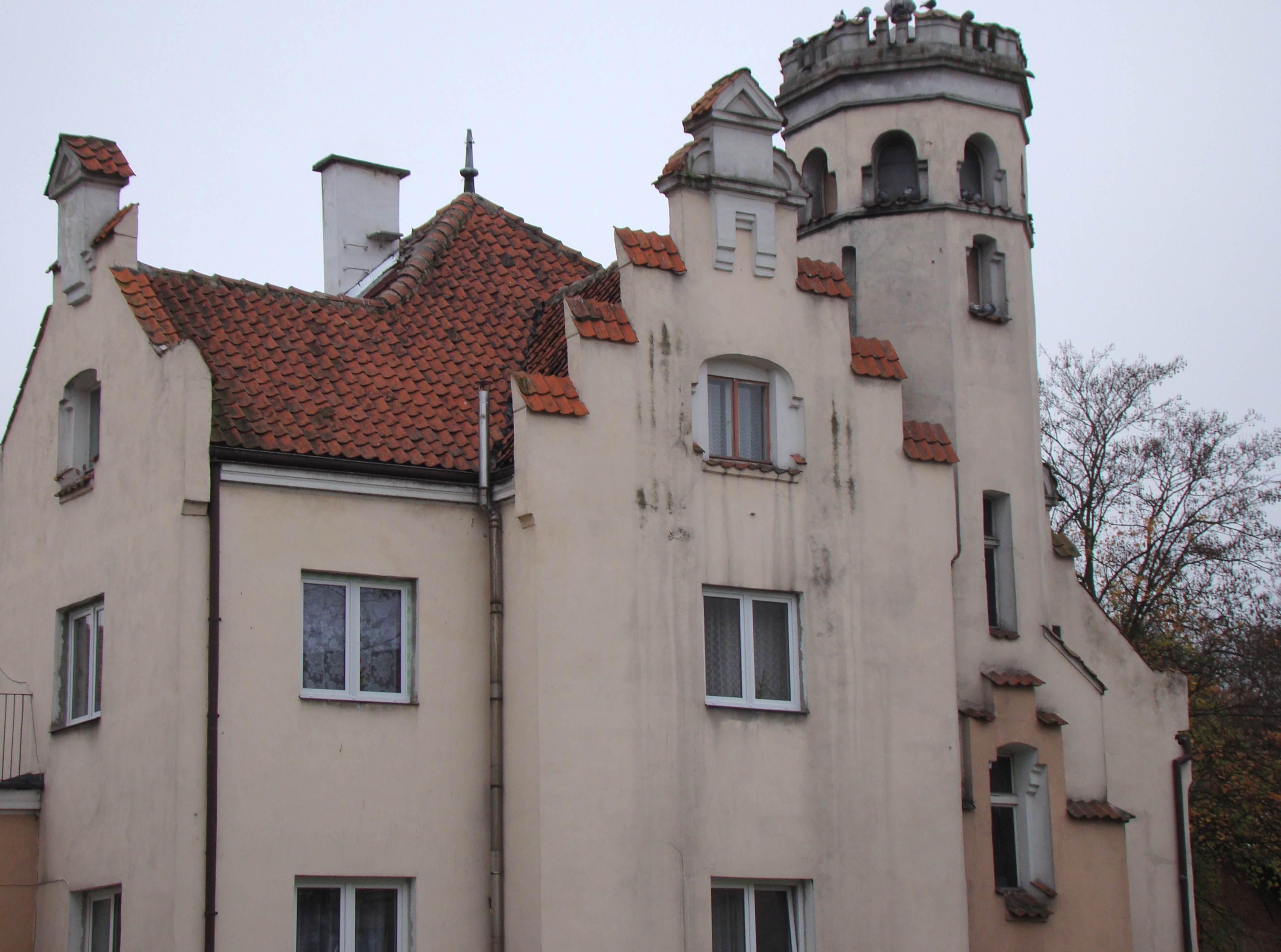
Willa „Zameczek”

## Transport
Przez miasto przechodzą drogi:

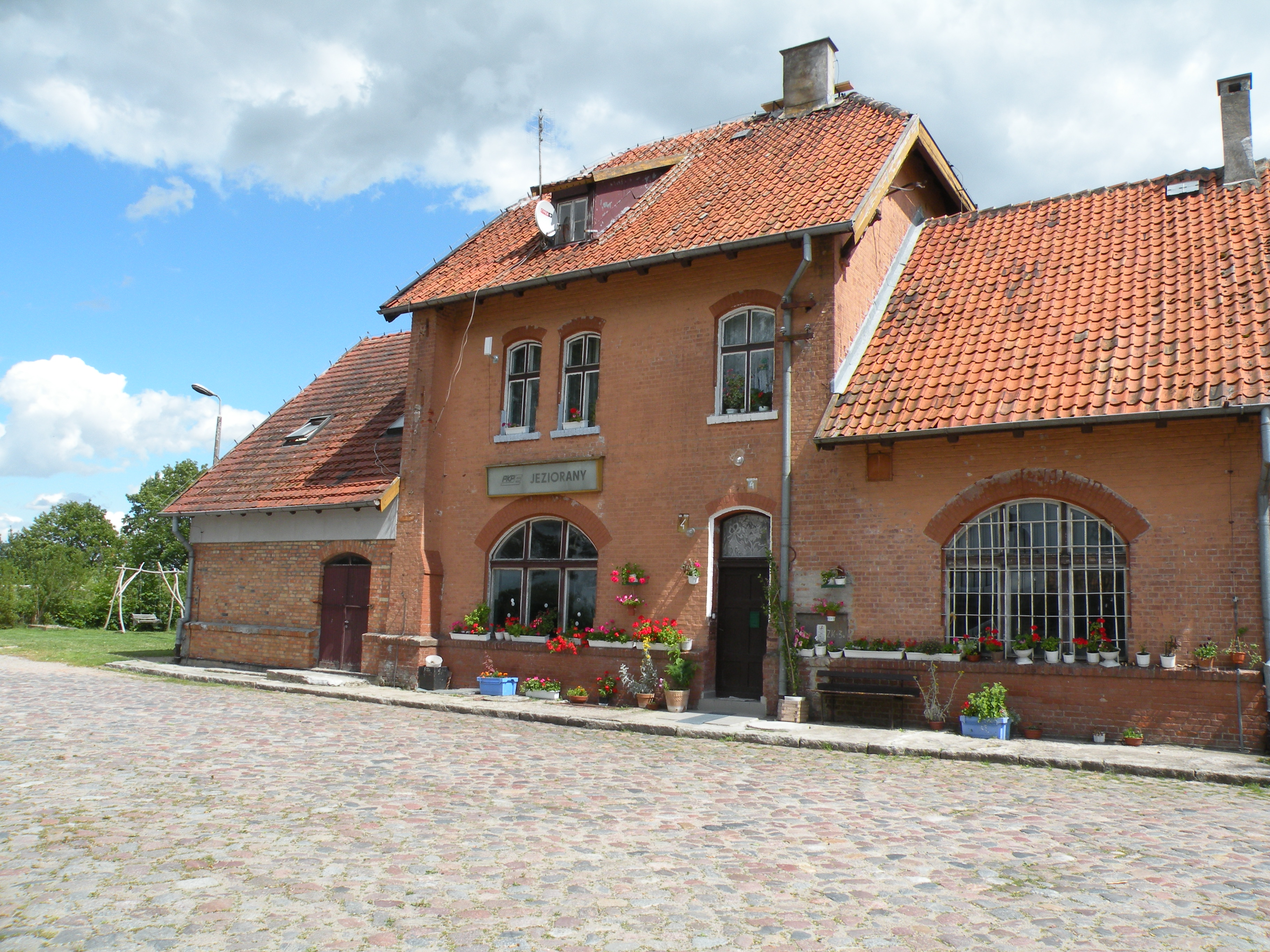
Nieczynna stacja kolejowa

- 593 Miłakowo – Dobre Miasto – Jeziorany – Reszel
- 595 Jeziorany – Barczewo

Ok. 9 km na wschód od miasta funkcjonuje lądowisko Kikity.
W mieście znajduje się stacja kolejowa na rozebranej w 2013/2014 roku linii kolejowej Czerwonka – Корнево (224).